# Hund og kat imellem
Hund og Kat Imellem (originaltitel: Cats & Dogs) er en amerikansk tegnefilm fra 2001, og udgivet af Warner Bros. Pictures. Filmen er baseret på Hund og Kat Imellem 2 - Kitty  Galores Hævn og er en prequel til filmen, hvori oprindelsen af Lou, Butch, Peek, Sam beskrives.

## Danske stemmer
- Jette Sievertsen – Carolyn Brody
- Mads M. Nielsen – Mr. Brody
- Rasmus Albeck – Scott Brody
- Grethe Mogensen – Sophie
- Mathias Klenske – Lou
- Kristian Boland – Butch
- Jens Jacob Tychsen – Peek
- Lasse Lunderskov – Sam
- Vibeke Dueholm – Ivy
- Ole Fick – Mr. Tinkles
- Søren Ulrichs – Kaliko
- Peter Zhelder – Russerkat

### Øvrige Stemmer
- Vibeke Dueholm
- Thomas Kirk
- Lars Lippert
- Lasse Lunderskov
- Mads M. Nielsen
- Anja Owe
- Anne O. Pagh
- Peter Røschke
- Torben Sekov
- Lars Thiesgaard
- Jens Jacob Tychsen
- Søren Ulrichs
- Peter Zhelder